# Midnight Terror Cave
Midnight Terror Cave est une grotte du centre du Belize qui a été découverte en 2006. Située près du village de Springfield, dans le district de Cayo, elle contenait environ 9 000 ossements humains appartenant à une centaine d'individus, victimes probables de sacrifices humains.